# Чернолицый рябок
Чернолицый рябок (Pterocles decoratus) — вид летающих птиц из семейства рябковых. Населяет саванны Восточной Африки (Эфиопия, Кения, Сомали, Танзания и Уганда).
Выделяют три подвида:
- P. d. decoratus
- P. d. ellenbecki
- P. d. loveridgei

Согласно данным МСОП виду ничего не угрожает и численность популяции стабильна (более 10000 особей).